# Tumulus de Rondossec
Le tumulus de Rondossec est un tumulus mégalithique, comprenant trois dolmens, situé à Plouharnel, dans le département français du Morbihan.

## Historique
Le site est découvert en octobre 1849 par des carriers. Un dénommé L. Bail, marin et cafetier, le fouille le 6 octobre 1849. L'ensemble des trois dolmens constituant le tumulus de Rondossec fait l’objet d’un classement au titre des monuments historiques depuis 1862. Z. Le Rouzic restaure le site en 1920.

## Description
Le tumulus est de forme circulaire, il renferme trois dolmens à couloir dont les entrées sont orientées au sud/sud-est. 

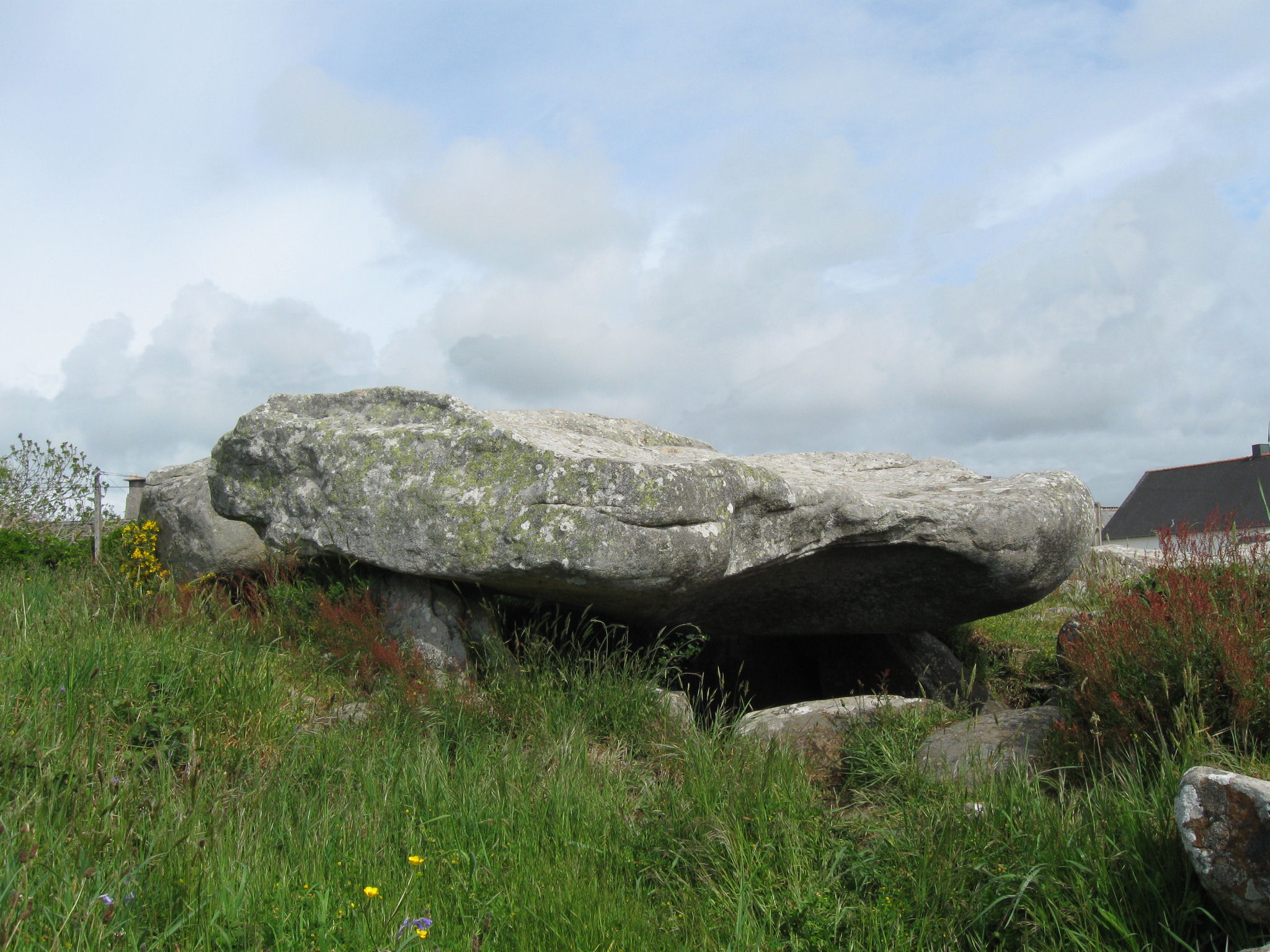
Table de couverture du dolmen central.

La chambre du dolmen central est à « allongement axial » : sa paroi nord-est est sensiblement dans le prolongement de celle du couloir et le fond de la chambre est perpendiculaire à l'axe central. La chambre mesure 4,70 m de long sur 2,70 m de large. Le couloir mesure 8,10 m de longueur. Deux énormes tables de couverture recouvre la chambre et cinq dalles de couverture recouvrent le couloir. 
Le second dolmen est situé au nord-est du tumulus. Il comporte un couloir de 10,50 m de longueur pour une largeur de 1 m sensiblement constante. La chambre est de forme sub-rectangulaire (3 m sur 2,50 m), légèrement évasée à l'entrée. Elle comporte une cellule latérale au sud-ouest comportant sa propre table de couverture bloquée sous celle de la chambre. Le couloir comporte encore 4 dalles de couverture. La hauteur sous dalle du couloir est inférieure à celle de la chambre. 
Le troisième dolmen est situé dans la partie sud-ouest du tumulus, accolé au dolmen central. C'est le plus petit des trois. Son couloir mesure  4,70 m de long et sa chambre forme un rectangle allongé.

## Mobilier archéologique
Le mobilier archéologique découvert se compose de haches polies (dont une en fibrolithe), d'une pointe de flèche à pédoncule et ailerons, d'un grain de collier en cristal de roche, d’éclats de silex et de tessons de céramique. Deux bracelets en or ont été découverts dans la chambre du dolmen central dans un vase en terre noire. Finement découpés et décorés, leur style rappelle celui des gargantillas espagnols. Ils ont été datés du Chalcolithique et correspondrait à un dépôt secondaire. L'ensemble du mobilier archéologique est conservé au musée d'Archéologie nationale, au musée de Préhistoire de Carnac et dans les collections de la Société polymathique du Morbihan.